# Suchir Balaji
Pour les articles homonymes, voir Balaji.
Suchir Balaji, né le 21 novembre 1998 en Floride et mort le 26 novembre 2024 à San Francisco, est un chercheur américain en intelligence artificielle.

## Biographie
Il est issu d'une famille indo-américaine ; ses deux parents travaillent dans le secteur de la technologie. Suchir Balaji grandit à Cupertino (Californie) et commence à coder à l'âge de onze ans sur Scratch. 
Durant sa scolarité à la Monta Vista High School (en), il participe à plusieurs concours informatique comme les Olympiades internationales d'informatique aux États-Unis et l'International Collegiate Programming Contest ce qui lui a permet de gagner 100 000 $.
Il collabore ensuite sur le forum informatique Quora, puis intègre l'université de Californie à Berkeley où il obtient un bachelor en informatique. Après avoir été stagiaire pour Scale AI, il devient salarié chez OpenAI en 2020.
Alors qu'il a quitté OpenAI quelques mois plus tôt, il déclare que la société enfreint les lois sur le droit d'auteur lors d'une interview accordée au The New York Times en octobre 2024. Il estime alors que « ChatGPT et d'autres chatbots similaires développés par OpenAI détruiraient la viabilité commerciale des personnes et des organisations qui ont créé les données et le contenu numériques, désormais largement utilisés pour former les systèmes d'IA ». Ses allégations ont entraîné un « torrent de poursuites judiciaires » contre OpenAI de la part d'auteurs, de programmeurs informatiques et de journalistes, affirmant que l'entreprise a illégalement volé leur matériel.
Il est retrouvé mort le 26 novembre 2024 à l'âge de 26 ans, dans son appartement de San Francisco. La police de la ville conclut à un suicide par arme à feu,.